# W.J. Jeffery & Co
W.J. Jeffery & Co fue una fabricante de armas en Londres.

## Historia
W.J. Jeffery & Co fue fundada por William Jackman Jeffery (1857–1909), quién empezó su carrera en la comercialización de armas en 1885 trabajando para la armería Cogswell & Harrison. En 1887 Philip Webley nombró Jeffery administrador de la tienda de P. Webley & Son, en Queen Victoria Street # 60, en Londres. Más tarde, Webley abandonó su operación de Londres y en 1890 Jeffery formó una sociedad con un socio de apellido Davies, con quien formó Jeffery & Davies, empezando a trabajar en la misma tienda. Esta sociedad duró poco y en 1891 la empresa fue rebautizada como W.J. Jeffery & Co.  Además de la manufactura de armas, W.J Jeffery & Co. se dedicó al comercio de armas de segunda mano y para el año siguiente ya había vendido más de 1000. En 1898 la empresa abrió una tienda en King Street, St James # 13 y para 1900 la compañía se había convertido en una armería a gran escala con un taller en 1 Rose and Crown Yard, cerca a la tienda de King Street.
William Jeffery murió en 1909 y su hermano Charles Jeffery tomó control sobre la compañía. Durante la Gran Guerra la compañía tuvo un número de contratos militares para rifles de francotirador y equipo relacionado, pero la disminución en ventas para uso civil después de la guerra causó una caída en los ingresos de la compañía.  En 1920 Charles Jeffery murió y su sobrino F. Jeffery Pearce adquirió la compañía. La Segunda Guerra Mundial no llegó a ser esta vez una oportunidad de negocio para W.J. Jeffery & Co y después de la guerra las ventas de rifles deportivos de caza mayor no fueron alentadoras.  A pesar de esto la compañía continuó operando.
En 1956 W.J Jeffery & Co. fue vendida a Malcolm Lyell, también dueño entonces de Westley Richards. Para 1959 Lyell se convierte en el director ejecutivo de Holland & Holland, y bajo esta firma , W.J. Jeffery & Co. continuó produciendo rifles y escopetas deportivas, pero el nombre se usó cada vez menos.
En el año 2000 W.J. Jeffery & Co es vendida a activos americanos y del 2000 al 2010  J. Roberts & Son de Londres, toman control de la licencia. Paul Roberts, dueño de J. Roberts & Son, Paul Roberts, anteriormente había sido dueño también de John Rigby & Co. Durante esos años se produjeron 100 nuevas arma Jeffery; 80 rifles de cerrojo y 20 rifles y escopetas de dos cañones.

## Productos
A diferencia de otras armerías en Londres, W.J. Jeffery & Co se dedicó a producir rifles modernos de caza mayor a precios moderados. Para competir con armerías más grandes, como John Rigby & Company y Westley Richards, Jeffery tercerizó servicios a través de varios armeros en Birmingham; como Saunders, Ellis, Webley, Tolley y Leonard bros, así como Turners de Leer, John Wilkes y otros además de importar componentes de en el extranjero.
Un cliente de la firma fue el reconocido cazador Jim  Corbett, quién usó un rifle de dos cañones W.J. Jeffery & Co boxlock rifle calibre .450/400 Nitro Express además de su famoso Rigby Mauser, calibre .275 Rigby. 

## Munición desarrollada por W.J. Jeffery & Co
- .255 Jeffery Rook
- .400 Jeffery Nitro Express en 1902.
- .600 Nitro Express en 1903.
- .404 Jeffery en 1905.
- .475 No 2 Jeffery de 1906.
- .333 Jeffery en 1908.
- .280 Jeffery en 1913.
- .303 Magnum en 1919.
- .500 Jeffery en 1920.